# منغوس
مُنغوس (الاسم العلمي: Mungos) هو جنس نُمُوسٍ اقترحهُ العالمان الفرنسيَّان إيتيان جوفروا سانت ايلار وفريدريك كوفييه سنة 1795.
يضُم هذا الجنس الأنواع الآتية:
| الصورة | الاسم                                 | الانتشار |
| ------ | ------------------------------------- | -------- |
|        | نمس منطق، M. mungo (غملين، 1788)      |          |
|        | نمس غامبي، M. gambianus (أغلبي، 1835) |          |